# Адская Кошка
Адская Кошка (англ. Hellcat) — супергероиня вселенной Marvel. Настоящее имя — Патрисия «Пэтси» Уокер Бакстер Хеллстром (англ. Patricia Walker Baxter Hellstrom). Входила в состав Мстителей и Защитников. Патрисия появляется в телесериале «Джессика Джонс», где её сыграла Рэйчел Тейлор.

## Вымышленная биография
Патрисия — единственная дочь в семье Уокеров. Её мать, Дороти, являлась популярным автором комиксов, основанных на жизни Патрисии. А отец, Джошуа, был обычным инженером.
Вскоре после окончания учёбы Пэтси вышла замуж за своего друга-офицера Роберта Бакстера. Через несколько лет они переехали в Нью-Джерси, где Пэтси случайно встретила Хэнка Маккоя и узнала, что на самом деле он — мутант по прозвищу Зверь. Вдохновлённая его рассказом про мутантов, борющихся против преступников, Патрисия захотела стать супергероиней. Она попросила Хэнка ей в этом помочь (взамен пообещала сохранить его тайну личности), но тот отложил выполнение её просьбы.
После того, как брак с Робертом развалился, Пэтси разыскала Зверя, состоявшего тогда в команде Мстителей, и напомнила о его обещании, и Хэнк поставил её в ряды Мстителей. Немного позже, Патрисия, наблюдая за действиями преступной организации «the Brand Corporation», в которой, как предполагалось, состоял её теперь уже бывший муж, нашла суперкостюм, который ранее носила Тигра. Надев его, Уокер обнаружила, что этот костюм смог значительно усилить её природные способности — силу, ловкость и скорость. С этого времени она наконец-то стала полноценным членом Мстителей, поэтому взяла себе псевдоним Адская Кошка. Через некоторое время после обретения суперспособностей, Патрисия отправилась в неземное королевство вместе с Лунным драконом, чтобы ещё больше развить свои силы. В течение всего пребывания там, Адская Кошка с помощью различных электронных и органических устройств искусственно увеличила свой боевой потенциал, приобрела телекинетические и психокинетические способности.
По возвращении на Землю, Патрисия встретилась с командой Защитников и присоединилась к ним. Несколько лет она была в их рядах, пока не полюбила Дэймона Хэллстрома, явившегося Защитникам в костюме Сына Сатаны и обратившегося к ним за помощью. После того, как ему удалось контролировать свои разрушительные демонические способности, он предложил Пэтси выйти за него замуж. Уокер согласилась, но прежде отреклась от суперкостюма, решив посвятить всю себя семейному быту. Однако, церемонию бракосочетания, на которой присутствовали некоторые из Защитников, прервал экс-супруг Патрисии Роберт, надевший костюм Бешеного Пса (англ. Mad Dog (Marvel Comics)), изобретённый всё в той же «the Brand Corporation». Защитники отразили нападение, но Бакстер сумел подействовать на подсознание Хэллстрома, в результате чего тот был реабилитирован в специальную психиатрическую клинику в Сан-Франциско. Желая отомстить за это Псу, разгневанная Пэтси вновь надела свой костюм Адской Кошки. В течение нескольких месяцев, несмотря на интенсивное лечение, состояние Дэймона ухудшалось, в нём всё чаще проявлялась его демоническая сущность, которую он ранее с большим трудом сумел «заглушить» у Защитников. Пока Хэллстром находился в клинике, Адская Кошка не находила себе места и находилась на грани нервного срыва. Не в силах больше выносить душевную муку, Пэтси попросила Смертельное Убеждение (англ. Deathurge) высвободить из тела её безутешную душу, чтобы она попала в царство демона Мефисто, где ей, чтобы найти лекарство для Хэллстрома, предстояло сражаться на Арене Падших Душ (англ. Arena of Tainted Souls) рядом с Пересмешницей.
Вскоре после этого, Мрачный Жнец, заклятый враг Мстителей, вызволил из Ада души Адской Кошки, Пересмешницы и многих других. Внушив им ненависть, он настроил их против Мстителей. Но Алая Ведьма восстановила истинные чувства Пэтси и всех остальных, после чего Адская Кошка помогла Мстителям сразиться с Мрачным Жнецом. Прежде чем вернуться обратно в Ад, Пересмешница сумела послать просьбу о помощи своему мужу Соколиному глазу, который, не долго думая, вместе с командой Громовержцев сразился с Хеллстормом. Используя его волшебные силы, они смогли попасть в Ад, и в итоге Громовержцам удалось-таки высвободить души Пересмешницы и Патрисии и материализовать их на Земле. Однако, Пэтси всё ещё была в депрессии, она была угнетённой из-за своей никчёмной жизни и зря проведённого времени в Аду.
Некоторое время спустя, Уокер написала автобиографическую книгу, которая впоследствии стала бестселлером. Воодушевлённая успехом, Патрисия решила вернуться в родной городок Сентервилл, дабы предложить своему давнему конкуренту Хеди (англ. Hedy) работать на неё. Однако, по прибытии, она обнаружила, что город был пропитан демоническим духом, ибо его жителями управлял варлок Николас Скратч (англ. Nicholas Scratch). В Сентервилле он создал свою оккультную секту под названием «Сыновья Змей» (англ. Sons of the Serpents), в которую вербовал людей вопреки их воли. Надев костюм Адской Кошки и позвав на помощь Мстителей, Патрисия вместе с ними разгромила секту. Уцелевшие члены «Сыновей Змей», зная о не проходящей подавленности Патрисии, вскоре напали на неё. Снова оказавшись в Аду, Патрисия каким-то образом уцелела и узнала о намерении злодея Дормамму захватить несколько измерений Ада, во главе которых стояли разной мощи демоны, такие как Мефисто, Хэллстром, Сатанист. Адская Кошка помогла Мефисто уничтожить предателя, раскрыв его заговор и настроив против него всех демонов, включая богов Плутона и Хелу. Она также доказала, что отцом Хэллстрома был Сатанист, заложник Дормамму. В итоге, за все заслуги, Патрисию отпустили из Ада обратно на Землю.
Оживлённая своими приключениями, Уокер решила не порывать с героическим прошлым и вновь присоединилась к Защитникам. Но когда команду расформировали и дали ей другое название — Порядок (англ. The Order), Адская Кошка решила уйти и стала героем-одиночкой.

### Civil War
Во время Гражданской войны Адская Кошка с охотой зарегистрировалась как супергерой. «Инициативой пятидесяти штатов» была официально назначена супергероем Аляски (без команды), но вскоре она вернулась в Нью-Йорк.

### Civil War II
Во время Второй гражданской войны Адская Кошка узнала о смертельном ранении Женщины Халк, полученном в результате битвы с Таносом. Мисс Америка позволяет ей посетить её, пока та находится в коме в Трискелионе.

## Избранные публикации
- Miss America Magazine № 2, (1944) — первое появление Патрисии Уокер;
- Avengers № 139—№ 144, (1975—1976) — присоединилась к Мстителям, взяла прозвище «Адская Кошка»;
- Defenders № 125, (1983) — вышла замуж за Дэймона Хэллстрома;
- Hellstorm № 14, (1994) — совершила самоубийство (отправилась в Ад);
- Thunderbolts 2000 Annual, (2000) — возвращена к жизни командой Громовержцев[8].
- Patsy Walker, A.K.A. Hellcat!, (2015—2017) — сольная серия.

## Силы и способности
После пребывания в Аду у Пэтси появилась способность ощущать следы мистических сущностей и явлений. Адская Кошка защищена от мистических атак энергетическим полем, которое также позволяет ей вызывать свой костюм и при желании видоизменять его. Имеет атлетическое телосложение, а в тренировках с Лунным драконом и Капитаном Америкой получила хорошие навыки бойца. Раньше обладала телекинетическими и психокинетическими способностями.
Костюм Адской Кошки усиливает физические возможности его владельца, а перчатки и сапоги оснащены выдвигающимися когтями, которые используются как оружие и для зацепления за какие-либо поверхности. Будучи в составе «Защитников», Адская Кошка имела плащ-портал, помогающий перемещаться в другие измерения.

## Альтернативные версии

### Ultimate
Во вселенной Ultimate Marvel появляется в серии комиксов «Ultimate Spider-Man»: сначала — как представитель охранной фирмы, затем — как модель журнала, после — как ведущая ток-шоу о биографии Доктора Стрэнджа, а также берёт интервью у Нормана Осборна. Кроме того, появлялась в комиксах «Ultimate Marvel Team-up»[уточнить] и «Ultimate Comics: New Ultimates».

### Heroes Reborn
В кроссовере Heroes Reborn была участницей Мстителей. Внешностью больше похожа на Тигру. Завидовала красоте Алой Ведьмы; Локи настроил её и Хоукая против Мстителей, чтобы похитить Алую Ведьму и использовать её способности. Адская Кошка была убита Агатой Харкнесс.

## Вне комиксов

### Телевидение
В рамках «Кинематографической вселенной Марвел»:
- Патрисия «Триш» Уокер появляется в телесериале «Джессика Джонс», где её взрослую сыграла Рэйчел Тейлор, а в подростковом возрасте — Катрин Блейдс. По сюжету, Патрисия — лучшая подруга Джессики, работающая ведущей радиошоу «Разговоры с Триш» (англ. Trish Talk), а в детстве она была моделью-телезвездой[1]. Помогла Джессике выследить Килгрэйва. Обучается боевым искусствам, чтобы уметь постоять за себя.
- Рэйчел Тейлор повторила роль Пэтси Уокер в виде закадрового голоса в 6 эпизоде («Сосункам нужны телохранители», англ. Suckas Need Bodyguards) телесериала «Люк Кейдж»[15][16].
- Тейлор повторила роль Триш в «Защитниках»[17].

### Видеоигры
- Адская Кошка присутствует на нескольких карточках мобильной игры «Marvel: War of Heroes»[18].
- Также героиня встречается в компьютерной игре «Lego Marvel's Avengers»[19].
- Адская Кошка присутствует в онлайн-игре для социальной сети Facebook «Marvel: Avengers Alliance[англ.]»[20].
- Адская Кошка доступна в рамках Hell’s Kitchen Event в игре для Android и iOS «Marvel Avengers Academy» от компании TinyCo[англ.][21].
- Адская Кошка является играбельным персонажем в игре для Android и iOS «Marvel Future Fight» от компании Netmarble

### Игрушки
В 2015 году Адская Кошка была представлена в линейке подвижных фигурок Marvel Legends в серии Infinite Avengers Series 2 (Thanos Build).